# Kensington (Californie)
Pour les articles homonymes, voir Kensington.
Kensington est une census-designated place américaine située dans le comté de Contra Costa, dans l'État de Californie.